# Jota Cancri
Jota Cancri (ι Cnc) – gwiazda podwójna w gwiazdozbiorze Raka. Oddalona jest o około 331 lat świetlnych od Słońca.

## Charakterystyka

Położenie w gwiazdozbiorze

Główny składnik układu, Jota Cancri A, to żółty olbrzym należący do typu widmowego G o jasności obserwowanej równej 4,028m. Jej kompan, Jota Cancri B, to biała gwiazda ciągu głównego (karzeł) należąca do typu widmowego A, o jasności obserwowanej 6,57m. Pomiar paralaksy obu gwiazd może sugerować, że znajdują się one w różnych odległościach (A: 331 ± 22 ly, B: 279 ± 85 ly), ale wartości te obarczone są dużą niepewnością. Gwiazdy łączy ruch własny po niebie i w ciągu stulecia obserwacji nie zmieniły istotnie wzajemnego położenia, co świadczy, że są powiązane grawitacyjnie. W przestrzeni dzieli je odległość co najmniej 2800 au, a obrót wokół wspólnego środka masy zajmuje co najmniej 65 tysięcy lat.
Te dwie gwiazdy oddalone są od siebie o 30,4 sekundy kątowej na niebie i można je rozróżnić za pomocą małego teleskopu. Stanowią atrakcyjny obiekt obserwacji dla amatorów astronomii, gdyż kontrast sprawia, że wydają się być barwy błękitnej i bladopomarańczowej. Gołym okiem gwiazd nie da się rozdzielić i wydają się jedną; łączna jasność układu przekracza nieznacznie jasność Delta Cancri, w rzeczywistości drugiej co do jasności gwiazdy gwiazdozbioru.